# Musique de Corée du Nord

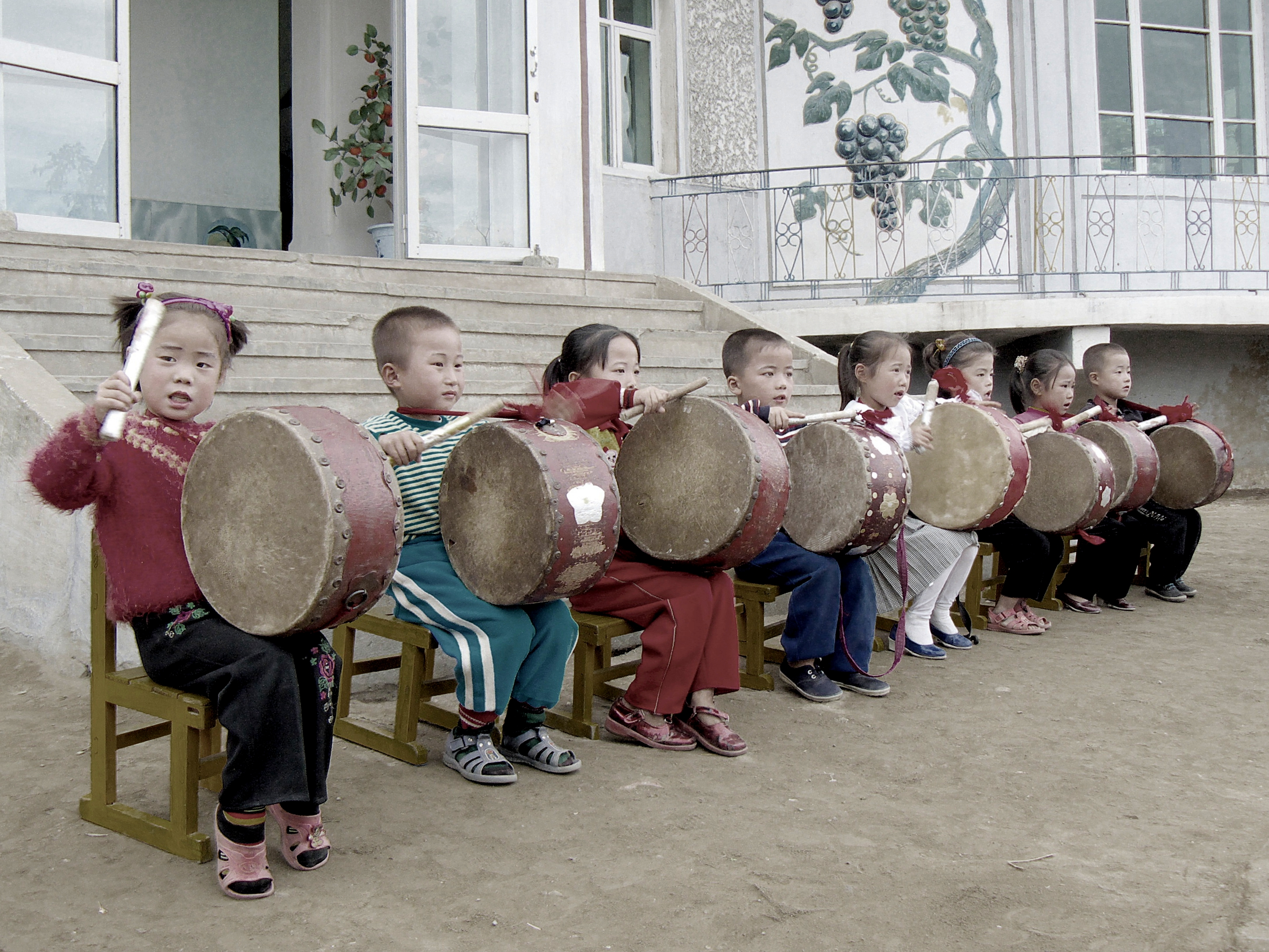
Des enfants nord-coréens se produisent pour les touristes à la ferme coopérative de Chonsam près de Wonsan

La musique nord-coréenne comprend un large éventail d'artistes folk, pop, instrumentaux légers, politiques et classiques. Au-delà de la musique patriotique et politique, des groupes populaires comme le Pochonbo Electronic Ensemble et Moranbong Band interprètent des chansons sur la vie quotidienne en Corée du Nord ainsi que des réinterprétations pop légères modernes de la musique folklorique coréenne classique.
L'éducation musicale est largement enseignée dans les écoles, le président Kim Il-sung ayant pour la première fois mis en œuvre un programme d'étude des instruments de musique en 1949 dans un orphelinat de Mangyongdae.
La diplomatie musicale continue également d'être avancée par la république populaire démocratique de Corée, avec des délégations musicales et culturelles donnant des concerts en Chine et en France ces dernières années, et des musiciens de pays occidentaux et de Corée du Sud collaborant sur des projets en RPDC,.

## Taejung Kayo
Après la partition de la Corée en 1945 et la création de la Corée du Nord en 1948, les traditions révolutionnaires d'écriture musicale ont été orientées vers un soutien au nouvel État, pour finalement devenir un style de chant patriotique appelé taejung kayo ( 대중가요) dans les années 1980, combinant la musique symphonique occidentale et les formes musicales traditionnelles coréennes.
Les chansons sont généralement chantées par des artistes féminins et masculins accompagnés de groupes ou de chœurs accompagnés d'un grand orchestre (soit de style occidental, soit d'une hybridation occidentale et traditionnelle) ou d'un orchestre d'harmonie, et ces dernières années, un groupe pop avec des guitares, des claviers et section de cuivres avec accordéons occasionnels et instrumentation traditionnelle.
La musique nord-coréenne suit les principes de l'idéologie du Juche (autonomie).
La musique nord-coréenne, entraînante et semblable à une marche, est soigneusement composée, rarement interprétée individuellement, et ses paroles et images ont un contenu clairement optimiste.
Une grande partie de cette musique est composée pour des films, des séries télévisées et des téléfilms.
Les œuvres du compositeur coréen Isang Yun (1917-1995), qui a passé une grande partie de sa vie en Allemagne, sont populaires en Corée du Nord.

## Musique pop

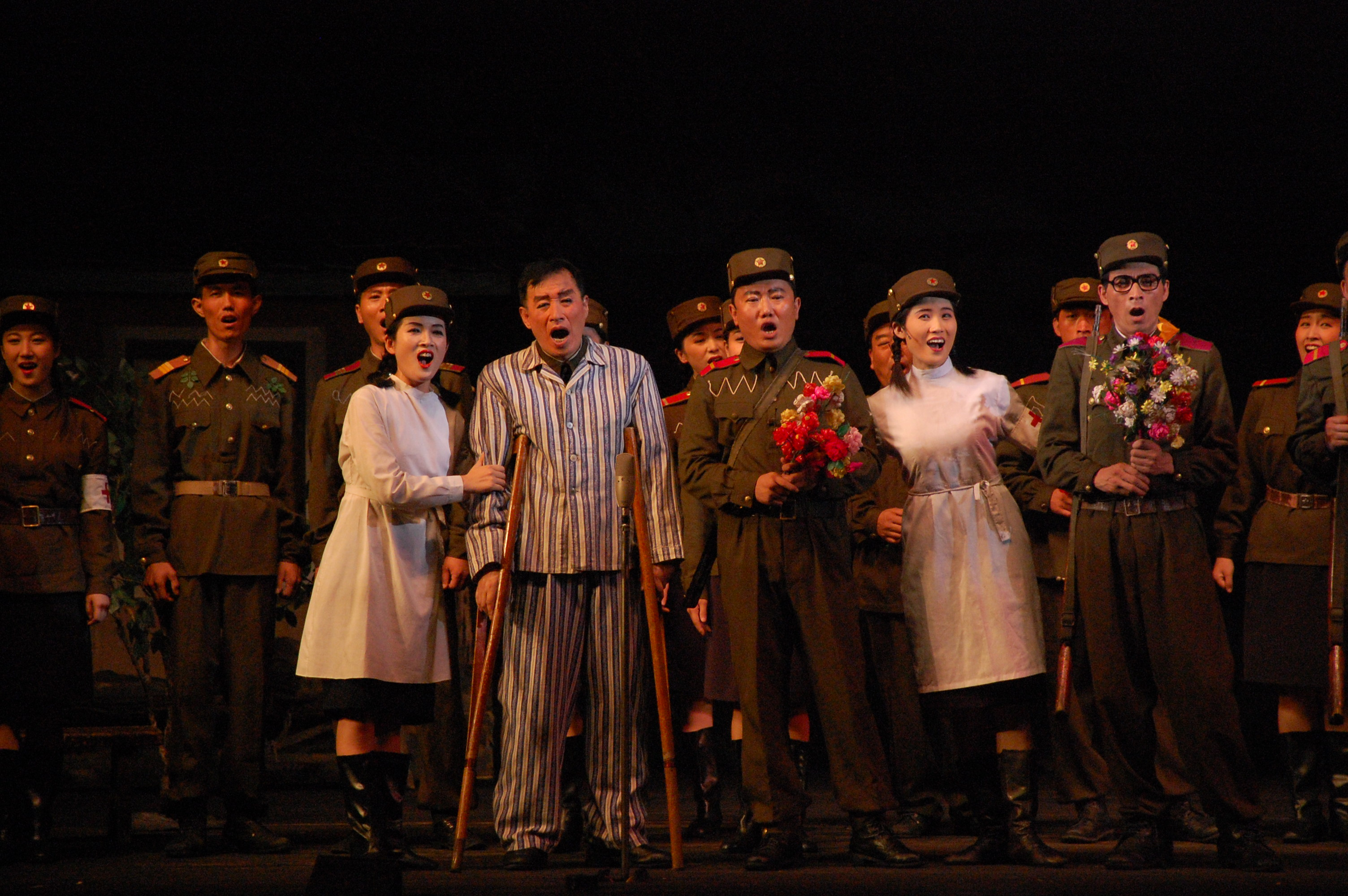
Une scène d'opéra à Pyongyang

Sous l’ère de Kim Il Sung, seule la musique idéologiquement correcte était autorisée. Le jazz, puisqu'un temps outil de propagande culturelle américaine, fut interdit. De nombreux artistes ont cependant réussi à contourner ces interdictions en écrivant des paroles idéologiquement correctes tout en prenant des libertés avec la partition. Sous Kim Jong Il, des genres auparavant interdits, même le jazz, furent autorisés et encouragés. En 2010, un groupe de death metal brutal prétendant être originaire de Corée du Nord, appelé Red War (붉은전쟁), publie une démo de trois titres en ligne. Cependant, en 2014, le groupe aurait été dissous.
Les archives musicales «Spirit of Metal» répertorient actuellement deux groupes qui prétendent être originaires de Corée du Nord, Red War et le groupe pornogrind Teagirl.
De nombreuses chansons pop nord-coréennes sont généralement interprétées par une jeune chanteuse accompagnée d'un ensemble électrique, d'une percussion et de chanteurs et danseurs. Certaines chansons pop nord-coréennes telles que « Hwiparam » (« Sifflet ») — sur les paroles du poète nord-coréen Cho Ki-chon — sont devenues populaires en Corée du Sud. Les thèmes lyriques courants incluent la puissance militaire (« Nous tiendrons nos baïonnettes plus fermement », « Regardez-nous ! », « Un contre cent »), la production économique et l'épargne (« La joie d'une récolte exceptionnelle déborde au milieu du chant de la mécanisation », « Atteignez les limites », « Moi aussi j'élève des poulets », « La fierté des pommes de terre »), patriotisme (« Mon pays est le meilleur », « Nous n'avons rien à envier », « En avant vers la victoire finale ») et glorification du parti et de ses dirigeants (« Où es-tu, cher général ? », « Pas de patrie sans toi », « Ne demandez pas mon nom », « Le général utilise Warp[Quoi ?] », « Traces de pas »). Des chansons comme Nous sommes un et L'Arc-en-ciel de la réunification chantent les espoirs d'une réunification coréenne. Il existe également des chansons avec des thèmes plus décontractés, comme Les femmes sont des fleurs et Ballade des Montagnes d'or,,,.
En 2012, le premier groupe féminin majeur de Corée du Nord, le Moranbong Band, fait ses débuts mondiaux. Il s'agit d'un groupe d'environ seize femmes nord-coréennes (onze instrumentistes et cinq chanteuses) qui a été sélectionné par Kim Jong Un.
Un disc-jockey de la radio de la BBC, Andy Kershaw, a noté, lors d'une visite en Corée du Nord en 2003, que les seuls enregistrements disponibles étaient ceux des chanteurs pop Jon Hye-yong, Kim Kwang-suk, Jo Kum-hwa et Ri Pun-hui et les groupes Wangjaesan Light Music Band, la Mansudae Art Troupe et le Pochonbo Electronic Ensemble, qui jouent dans un style que Kershaw qualifie de «instrumental léger avec une touche vocale populaire».
Il y a aussi l'Orchestre Symphonique d'État, la Compagnie d'Opéra de la Mer de Sang, deux chœurs, un orchestre et un ensemble dédié aux compositions d'Isang Yun, le tout à Pyongyang. Les studios de cinéma de Pyongyang produisent également de nombreuses chansons instrumentales pour leurs films, et plusieurs programmes de la télévision centrale coréenne présentent de la musique créée et interprétée par l'Orchestre central de la radio et de la télévision.
La musique pop nord-coréenne est disponible pour les visiteurs de Pyongyang à l'hôtel Koryo ou au grand magasin Number One, ainsi que dans les boutiques touristiques. La musique internationale et occidentale peut être appréciée par les habitants et les touristes à la Grande Maison d'études du peuple, la bibliothèque centrale de Pyongyang,.

## Musique des Lumières
De nombreuses chansons composées pendant la Corée sous la domination japonaise, connues aujourd'hui en Corée du Sud sous le nom de Trot, sont appelées «chanson de la période des Lumières» (계몽기 가요),. Elle n'est plus composée car la musique de propagande a depuis remplacé d'autres formes musicales. Pendant longtemps, ces chansons n’ont été enregistrées qu’oralement. Cependant, il a été intentionnellement relancé sous l'administration de Kim Jung Il : à la fin des années 2000, la télévision centrale coréenne a diffusé une émission télévisée présentant ces «chansons des Lumières».

## Musique folklorique
Parallèlement aux chansons pop contemporaines, des groupes comme Pochonbo Electronic Ensemble ont enregistré des arrangements de chansons folkloriques coréennes. La chanson folklorique coréenne «Arirang» continue d'être très populaire en RPDC, l'UNESCO l'ayant inscrite sur la Liste représentative du patrimoine culturel immatériel de l'humanité en 2014, représentant la république populaire démocratique de Corée.
Comme la musique coréenne en général, la musique nord-coréenne comprend des types de musique folklorique et classique, y compris des genres comme le sanjo, le pansori et le nongak.
Le Pansori est une longue musique vocale jouée par un chanteur accompagné d'un percussionniste. Les paroles narrent l'une de cinq histoires différentes, mais sont individualisées par chaque interprète, souvent avec des anecdotes ou blagues mises à jour et avec la participation du public.
Le Nongak est une forme rurale de musique à percussion, généralement jouée par vingt à trente artistes.
Le Sanjo est entièrement instrumental et change les rythmes et les modes mélodiques au cours de la chanson. Les instruments comprennent le tambour changgo contre un instrument mélodique, tel que le gayageum ou l'ajaeng.

## Instruments
En Corée du Nord, les instruments traditionnels ont été adaptés afin de leur permettre de rivaliser avec les instruments occidentaux. De nombreuses formes musicales plus anciennes subsistent et sont utilisées à la fois dans des spectacles traditionnels adaptés aux idées et au mode de vie de l'État communiste nord-coréen moderne et pour accompagner des chansons modernes faisant l'éloge de Kim Il Sung, son fils et successeur, Kim Jong. Il et Kim Jong Un à partir de 2012, ainsi que des chansons qui souhaitent une Corée réunifiée, créant ainsi un mélange de musique traditionnelle et occidentale véritablement nord-coréenne, une variante unique de la musique coréenne dans son ensemble mêlant l'ancien et le nouveau.
Les cithares Ongnyugeum modernes et le violon à quatre cordes Sohaegeum sont des versions modernisées nord-coréennes des instruments de musique traditionnels coréens, tous deux utilisés dans des formes musicales traditionnelles et modernes.
La musique militaire, en revanche, fait souvent largement appel aux cuivres, aux bois et aux percussions occidentaux, omettant souvent complètement les instruments coréens. Bien que généralement des compositions originales, les mélodies ne se distinguent pas facilement des mélodies occidentales en l'absence de leurs paroles, qui présentent fortement le contenu habituel à orientation idéologique.

## Groupes et ensembles musicaux actifs

### Militaire
- Ensemble de chant et de danse de l'Armée populaire coréenne
- Chœur et orchestre symphonique mérités de l'Armée populaire coréenne
- Ensemble de chant et de danse de la marine populaire coréenne
- Ensemble de chant et de danse de l'armée de l'air populaire coréenne
- Ensemble de chant et de danse du ministère de la Sécurité populaire de la RPDC
- Musique militaire centrale de l'Armée populaire coréenne
- Fanfare militaire féminine du Département de la sécurité populaire de la RPDC

### Civil
- Orchestre national d'Unhasu
- Orchestre symphonique d'État de la république populaire démocratique de Corée
- Orchestre symphonique Isang Yun
- Orchestre symphonique de la Commission des Affaires de l'État
- Pochonbo Electronic Ensemble
- Groupe de musique légère Wangjaesan et troupe de danse Wangjaesan
- Groupe Moranbong
- Groupe Chongbong [30]
- Groupes musicaux de la Mansudae Art Troupe (MAT)
  - Ensemble instrumental de femmes méritées MAT [31]
    - Groupe MAT Samjiyon [31]
      - Orchestre Samjiyon [32]

  - Chœur MAT
  - Orchestre philharmonique de Pyongyang
- Orchestre philharmonique national de la république populaire démocratique de Corée
- Troupe nationale d'art populaire [33]
- Orchestre symphonique de Pyongyang
- Troupe d'opéra Phibada
- Orchestre national des jeunes de la république populaire démocratique de Corée
- Philharmonie de la jeunesse Kim Il-sung
- Orchestre central de radio et de télévision KCBS-KCTV

## Lectures complémentaires
- Keith Howard, Songs for 'Great Leaders': Ideology and Creativity in North Korean Music and Dance, Oxford, Oxford University Press, 2020 (ISBN 978-0-19-007751-8)
- Korean Songs, Pyongyang, Foreign Languages Publishing House, 2018 (ISBN 978-9946-0-1776-1, lire en ligne)
- (en) BBC Radio 3 Audio (75 minutes) : Kershaw en Corée du Nord, partie 1. Consulté le 25 novembre 2010.
- (en) BBC Radio 3 Audio (90 minutes) : Kershaw en Corée du Nord, partie 2. Consulté le 25 novembre 2010.
- (en) Kim Jong-il Janggunui Norae - exemple de musique nord-coréenne, avec paroles (en coréen ) et enregistrements mp3 : (Externe ; sous licence pour une utilisation non commerciale.)
- [vidéo] « Concert of the Korean People's Army Military Band », sur YouTube